# Tender Fury
Tender Fury war eine kalifornische Hardrockband, die Ende der 1980er- und Anfang der 1990er-Jahre aktiv war. Einziges Gründungsmitglied, das bis zuletzt in der Band war, war der Sänger Jack Grisham. Die zahlreichen Besetzungswechsel führten auch zu mehreren Stiländerungen. So ist jedes der drei Studioalben einem anderen Stil zuzuordnen.

## Bandgeschichte
Zu den Gründungsmitgliedern von Tender Fury zählten zwei ehemalige Mitglieder der Hardcore-Band TSOL: Sänger Jack Grisham und Schlagzeuger Todd Barnes. Weitere Gründungsmitglieder waren der Gitarrist Daniel Root und der Bassist Robbie Allen. Den Stil ihres ersten Albums Tender Fury kann man jedoch nicht als Punk-, sondern vielmehr als Rockalbum bezeichnen. Produziert wurde dieses von Bad-Religion-Gitarrist Brett Gurewitz.
Garden Of Evil, das zweite Album, wird von vielen als ihr schlechtestes bezeichnet. Auch Jack Grisham distanziert sich heute davon, in einem Interview sagte er, dass er sich das Album nicht anhören könnte, wenn er dies müsste. Neben dem Stil änderte sich auch die Besetzung im Vergleich zum Debütalbum. Dino Guerrero und Randy Bradbury ersetzten Todd Barnes und Robbie Allen.
Mit erneuten Besetzungswechseln änderte sich der Stil auf dem letzten Album dann schließlich zu Punk. Mit Jack Grisham von TSOL, Randy Bradbury (später bei Pennywise), Frank Agnew (The Adolescents) und Josh Freese (The Vandals) kann man Tender Fury zu diesem Zeitpunkt schon als Punkrock-Supergroup bezeichnen. Der musikalische Stil ähnelt zu dieser Zeit sehr dem von The Joykiller, der Band, die Jack Grisham nach der Auflösung von Tender Fury 1994 gründete.

## Diskografie
- 1988: Tender Fury (Posh Boy)
- 1989: Garden of Evil (Emergo)
- 1991: If Anger Were Soul, I’d Be James Brown (Triple X Records)